# PCSX2
PCSX2 é um programa emulador para computadores, open-source e gratuito, do console de video-game Sony PlayStation 2. É disponível para Microsoft Windows e sistemas operacionais baseados em Linux . Foi desenvolvido pela mesma equipe que criou o PCSX (emulador de Sony PlayStation). É baseado em plugins que desempenham certas funções secundárias, separadas da emulação primária. Assim como seu predecessor, o PCSX2 é um software livre, sob a licença GNU GPL. A versão atual é capaz de emular muitos jogos, alguns dos quais estão completamente funcionais .
PCSX2 é capaz de processar os códigos como um PlayStation 2, assim, DVDs ou CDs de jogos desse console podem ser executados no computador. O projeto do PCSX2 foi iniciado no inicio de 2001 e já beira a perfeição, a grande maioria dos jogos já podem ser emulados com facilidade sem a necessidade de computadores de altíssimo desempenho, mesmo ainda em configurações gráficas de alta resolução, o projeto já possui uma vasta biblioteca de compatibilidade. Na atual versão (1.6.0), é possível rodar jogos com qualidades superiores ao próprio PlayStation 2. Existem muitas contradições sobre o emulador, pois o processo de simular um produto licenciado sem os devidos méritos à empresa/marca é crime. Os desenvolvedores desse software alegam que o próprio é apenas um "hobby" e a sua distribuição é somente para estudos. O PCSX2 requer uma cópia da BIOS do PlayStation 2 para ser executado, não disponibilizado gratuitamente pelo fabricante, por ser propriedade intelectual da Sony, o que violaria os direitos autorais se fosse distribuído juntamente com o PCSX2.

## Características
A emulação do PlayStation 2 em um PC traz grandes desafios, já que o PlayStation 2 é dotado de múltiplos processadores sendo executados sob diversas frequências, em paralelo. Sincronizar os múltiplos processadores, simulando-os corretamente num único processador é o principal limitante de desempenho do PCSX2. Dessa forma, o emulador requer computadores poderosos para executar jogos a uma velocidade satisfatória.